# Melomantis asema
Melomantis asema är en bönsyrseart som beskrevs av Max Beier 1969. Melomantis asema ingår i släktet Melomantis och familjen Iridopterygidae. Inga underarter finns listade i Catalogue of Life.